# Verbales Style Kollektiv
Verbales Style Kollektiv (Kurzform VSK) ist eine deutsche Hip-Hop-Band, die 2013 gegründet wurde.

## Geschichte
Die Rapgruppe K.I.Z veröffentlichte im Frühjahr 2013 als Seitenprojekt eine erste Single unter dem Bandnamen Das Verbale Style Kollektiv. Die erste Veröffentlichung war der Titel Von allen guden Geistern verlassen! im April 2013. Hier wurde bei der Zusammensetzung der Gruppe  noch Florida Flusskrebs als Künstler aufgeführt, der in späteren Pressetexten vermutlich als Fanta Yokai bezeichnet wird. Die Gruppe besteht hauptsächlich aus Mitgliedern von K.I.Z (MC Schreibmaschine, Streichholz MC & Flowbodda) und der Formation Nord Nord Muzikk (Doktor Podwich, Masta Maik & MC Bleistift).
Laut eigenen Aussagen wollen die Künstler von VSK die Werte der 1990er Hip-Hop-Kultur wieder aufleben lassen. Am 17. August 2018 wurde schließlich ihr Debütalbum Wo die wilden Kerle flowen veröffentlicht, das Platz 8 der deutschen Charts erreichte.

## Diskografie
Alben
- 2018: Wo die wilden Kerle flowen (CD, limitierte Vinyl-LP)

Singles
- 2013: Von allen guden Geistern verlassen
- 2017: Dope Reimnachten
- 2018: Schönen guten Tag
- 2018: An alle MCees da draußen